# چلیک تپه‌سی
چلیک تپه‌سی مربوط به هزاره اول قبل از میلاد است و در ۵ کیلومتری شمال غربی هادیشهر محدوده گَرگَر واقع شده و این اثر در تاریخ ۱۰ خرداد ۱۳۸۲ با شمارهٔ ثبت ۸۷۴۷ به‌عنوان یکی از آثار ملی ایران به ثبت رسیده است.